# Сам, Аян-оол Сергеевич
Сам Аян-оол Сергеевич (род. 18 декабря 1983) — Народный хоомейжи Республики Тыва (2015).

## Биография
Сам Аян-оол Сергеевич родился 18 декабря 1983 года в селе Эрзин Эрзинского района Республики Тыва. Выпускник Республиканской школы искусств имени Р. Д. Кенденбиля, ученик Заслуженного артиста России и Народного хоомейжи РТ Конгар-оола Ондара. С детства со школьных лет активно принимал участие в концертных мероприятиях школы, был солистом фольклорного ансамбля «Эртине». В 2003 году Аян-оол Сергеевич успешно закончил Кызылский колледж искусств им. А. Б. Чыргал-оола по классу бызаанчы, у преподавателя Оюн А. А. После окончания училища вместе с друзьями создал ансамбль «Алаш», который является победителем различных конкурсов. В 2009 году ансамбль стал обладателем американской премии в области музыки «ГРЭММИ-2009» совместный альбом с группой «Бела Флек и Флектонс» (США).

## Награды и звания
- диплом I степени фестиваля-конкурса ОНИ в г. Красноярске (2004)
- диплом I степени фестиваля-конкурса ОНИ в г. Саратове (2005)
- Гран-при фестиваля "Устуу-Хурээ (2003)
- Гран-при I Всероссийского конкурса ОНИ (г. Улан-Удэ), 2006
- Лауреат I степени заключительного этапа I Всероссийского конкурса ОНИ в г. Москве (2007)
- обладатель 2-х золотых кубков VI Международного фольклорного фестиваля «Интерфолк в России» в Санкт-Петербурге (2009)
- Гран-при Международного конкурса оркестров и ансамблей «Зов Урала» (2012)
- обладатель приза Гран-При Международного конкурса «Дембилдей-2010»
- обладатель приза Гран-При Международного конкурса «Дембилдей-2012»
- лауреат I степени Международного симпозиума «Хоомей-2008»
- Гран-при на конкурсе горлового пения имени Ооржака Хунаштаар-оола (2002)
- Гран-при республиканского конкурса горлового пения имени Ондара Маржимала (2003)
- лауреат в номинации «Эзенгилээр» на Международном конкурсе «Дембилдей-2002»
- лауреат в номинации «Эзенгилээр» на Международном конкурсе «Хоомей-2003»
- Памятная юбилейная медаль «В ознаменование 100-летия единения России и Тувы и 100-летия основания г. Кызыла» (2014)[2].
- Народный хоомейжи Республики Тыва (2015). Награда вручена Аян-оолу за личный вклад в развитие тувинской культуры и искусства и достигнутые успехи в исполнении народных песен и хоомея[3].